# Hagrold
Hagrold (fl. 944–954), également désigné sous le nom de Hagroldus, Harold, et Harald, est un puissant chef Viking du Xe siècle qui règne sur  Bayeux. C'est apparemment un païen de Scandinavie, et il semble s'être installé en Normandie à l'époque de la mort du comte de Rouen Guillaume  Longue-Épée . Son intervention peut être replacée dans le cadre d'une aide aux Normands contre l'intrusion de l'autorité franque, ou à l'inverse dans le cadre de l'exploitation des Normands.

## Contexte
Après le meurtre de  Guillaume comte de Rouen, dont le fils et successeur, Richard n'est encore qu'un enfant les Francs en profitent pour tenter de rétablir leur autorité sur leurs voisins Normands,. En 944, selon la chronique contemporaine des  Annales de Flodoard et l' Historiae de Richer de Reims, du fait de la confusion en Normandie, Louis IV, roi des Francs autorise Hugues, duc des Francs à prendre le contrôle de la ville de Bayeux. Bien que le duc ait procédé à l'assaut de la colonie scandinave qui l'occupe, avant qu'il en prenne le  contrôle, le roi revient sur sa promesse, et Hugues doit quitter la région,,,,.

## Intervention
Selon les  Annales  et  Historiae , Hagrold capture Louis en 945, ensuite Hugues obtient finalement la libération du roi par des négociations,,,,,. Le fait que Hagrold soit décrit comme controlant Bayeux dans ces récits suggère qu'il a mené avec succès la défense de la ville l'année précédente n. 26. Il était clairement un personnage considérablement puissant pour avoir non seulement pris le pouvoir mais résisté à l'agression franque. À ce stade de l'histoire, avant même l'assassinat de Guillaume, le pouvoir comital normand ne s'étendait guère au-delà que la périphérie de Rouen,,. Hagrold —apparemment un païen,, de Scandinavie,, — semble avoir gouverné Bayeux comme son domaine personnel, et était apparemment indépendant des Francs et des Normands. La situation politique au Danemark à cette époque aurait probablement contribué à une telle situation  en Normandie, et pourrait expliquer la présence de Hagrold là-bas. Les vagues successives de colons scandinaves en Basse-Normandie au cours de cette période ont probablement contribué à la faiblesse du pouvoir comital.
Il est possible qu'après la mort de Guillaume, Hagrod ait pris le contrôle de certaines parties du Cotentin avec un soutien étranger, et qu'il ait étendu son autorité à Bayeux. D'autre part, Hagrold peut avoir agi dans le cadre de l'aide aux Normands de Rouen pour s'opposer aux Francs,. Bien qu'il ait probablement défendu Bayeux contre Louis et Hugues en 944, la capture de Louis par Hagrold les années suivantes suggère qu'il s'est porté volontaire pour aider Hugues contre le roi,,. Les affiliations religieuses jouées semblent avoir joué un rôle dans les alignements politiques de la Normandie du Xe siècle. Selon les Annales, de nombreux païens de Scandinavie sont arrivés en Normandie en 943, conduisant certains Normands à revenir du christianisme au paganisme,,. Longtemps après le floruit d'Hagrold, l'autorité laïque et ecclésiastique normande à Bayeux est restée précaire,,,. Hagrold apparaît dans les archives jusqu'en 954, lorsque Richard et Hugues sont mentionnés pour avoir attaqué Bayeux,,.
Le sort ultérieur d'Hagrold est incertain. Une possibilité est que lui et sa famille se soient retirés dans la région de la mer d'Irlande et que ses descendants soient les Meic Arailt, une lignée qui contestait le contrôle de cette région à la branche Meic Amlaíb des Uí Ímair,,,,,. Toutefois, les témoignages relatifs aux Meic Arailt semblent indiquer que cette famille - représentée à la deuxième génération par Gofraid mac Arailt et Maccus mac Arailt - n'était qu'une branche de l'Uí Ímair eux-mêmes,.

## Interprétations postérieures
Si les récits historiques de Flodoard sont généralement fiables, il n'en est pas de même de l'interprétation des faits du Xe siècle par Dudon. Dans la Gesta Normannorum du Xe  ou  XIe siècle de ce dernier, Hagrold est dépeint comme un roi danois arrivé en Normandie pour aider le jeune Comte de Rouen pendant sa minorité,,,. L'utilisation de Hagrold par Dudon dans ce contexte semble être une tentative d'expliquer la présence de Vikings païens farouchement indépendants en Normandie sans compromettre le mythe d'un État normand cohésif et d'une religion normande. Comme Dudon, Guillaume de Jumièges, dans son Gesta Normannorum ducum du XIe siècle, identifie Hagrold avec un roi danois, et le confond avec le souverain homonyme contemporain de ce dernier, Haraldr Gormsson, roi du Danemark. Selon Gesta Normannorum ducum, Haraldr/Hagrold est venu en Normandie après avoir été expulsé du Danemark par son fils, Sven à la Barbe fourchue,,. En réalité, il n'y a aucune preuve que Haraldr soit jamais allé en Normandie. Au lieu de cela, des sources telles que les textes du XIe siècle Encomium Emmae et Gesta Hammaburgensis ecclesiae pontificum déclarent qu'il a demandé l'aide des Slaves.

### Sources primaires
- (la) H Hoffmann (dir.), Richer von Saint-Remi Historiae, Hanovre, coll. « Monumenta Germaniae Historica: Scriptores in Folio », 2000 (ISSN 0343-2157, lire en ligne)
- (fr + la) Dudon de Saint-Quentin (dir.), De Moribus et Actis Primorum Normanniæ Ducum, Caen, F. Le Blanc-Hardel, 1865 (lire en ligne)
- (fr + la) P Lauer (dir.), Les Annales de Flodoard, Paris, Alphonse Picard et Fils, 1905 (lire en ligne)
- Flodoard, Chroniques féodales, Clermont-Ferrand, Paleo, coll. « Sources de l'Histoire de France », 2002, 179 p. (ISBN 9782913944657)
- Guillaume de Jumièges, Histoires des Normands, Clermont-Ferrand, Paleo, coll. « Sources de l'Histoire de France », 2004, 378 p. (ISBN 9782849090985)
- (la) J Marx (dir.), Gesta Normannorum Ducum, Rouen, A. Lestringant, 1914
- (en) E van Houts, The Normans in Europe, Manchester, Manchester University Press, coll. « Manchester Medieval Sources Series », 2000 (ISBN 0-7190-4750-1)
- (la) G Waitz (dir.), Supplementa Tomorum I–XII, Pars I, Hanover, coll. « Monumenta Germaniae Historica: Scriptores in Folio », 1881 (ISSN 0343-2157, lire en ligne)

### Sources secondaires
- (en) L Abrams, Anglo-Norman Studies, vol. 35, Woodbridge, The Boydell Press, 2013, 45–64 p. (ISBN 978-1-84383-857-9, ISSN 0954-9927), « Early Normandy »
- (en) DB Beougher, Brian Boru: King, High-King, and Emperor of the Irish, Pennsylvania State University, 2007 (lire en ligne)
- (en) D Crouch, The Normans: The History of a Dynasty, London, Hambledon Continuum, 2002 (ISBN 1-85285-387-5, lire en ligne )
- (en) M Dolley et J Yvon, A Group of Tenth-Century Coins Found at Mont-Saint-Michel, vol. 40, 1971, 1–16 p. (lire en ligne)
- (en) Claire Downham, Viking Kings of Britain and Ireland: The Dynasty of Ívarr to A.D. 1014, Edinburgh, Dunedin Academic Press, 2007 (ISBN 978-1-903765-89-0)
- (en) J Dunbabin et T Reuter, The New Cambridge Medieval History, vol. 3, Cambridge, Cambridge University Press, 2006 (1re éd. 1999), 372–397 p. (ISBN 978-0-521-36447-8), « West Francia: The Kingdom »
- (en) M Hagger, How the West was Won: The Norman Dukes and the Cotentin, c.987–1087, vol. 1, 2012, 20–55 p. (ISSN 0304-4181, e-ISSN 1873-1279, DOI 10.1080/13044184.2011.643594, S2CID 153906062), chap. 1
- (en) M Hagger, Confrontation and Unification: Approaches to the Political History of Normandy, 911–1035, vol. 11, 2013, 429–442 p. (e-ISSN 1478-0542, DOI 10.1111/hic3.12064), chap. 6
- (en) SK Herrick et S Morillo, The Haskins Society Journal: Studies in Medieval History, vol. 12, Woodbridge, The Boydell Press, 2003, 133–150 (ISBN 1-84383-008-6, ISSN 0963-4959), « Reshaping the Past on the Early Norman Frontier: The Vita Vigoris »
- (en) SK Herrick, The Experience of Power in Medieval Europe, 950–1350, Aldershot, Ashgate, 2005, 11–24 p. (ISBN 0-7546-5106-1), « Heirs to the Apostles: Saintly Power and Ducal Authority in Hagiography of Early Normandy »
- SK Herrick, Imagining the Sacred Past: Hagiography and Power in Early Normandy, Cambridge, MA, Harvard University Press, 2007 (ISBN 978-0-674-02443-4)
- (en) BT Hudson, Viking Pirates and Christian Princes: Dynasty, Religion, and Empire in the North Atlantic, Oxford, Oxford University Press, 2005 (ISBN 978-0-19-516237-0)
- (en) J Lake, Richer of Saint-Rémi: The Methods and Mentality of a Tenth-Century History, Washington, DC, Catholic University of America Press, 2013 (ISBN 9780813221250)
- N McGuigan, Neither Scotland nor England: Middle Britain, c.850–1150, University of St Andrews, 2015 (hdl 10023/7829 )
- (en) F McNair, « The Politics of Being Norman in the Reign of Richard the Fearless, Duke of Normandy (r. 942–996) », Early Medieval Europe, vol. 23, no 3,‎ 2015, p. 308–328 (e-ISSN 1468-0254, DOI 10.1111/emed.12106 , lire en ligne)
- (en) H Shetelig, Viking Antiquities in Great Britain and Ireland, vol. 1, Oslo, H. Aschehough & Co, coll. « The Scientific Research Fund of 1919 », 1940 (lire en ligne )
- (en) E van Houts et RA Brown, Anglo-Norman Studies, vol. 6, Woodbridge, The Boydell Press, 1984, 107–122 p. (ISBN 0-85115-197-3), « Scandinavian Influence in Norman Literature of the Eleventh Century »
- (en) E van Houts, P Pulsiano (dir.), K Wolf (dir.), P Acker (dir.) et DK Fry (dir.), Medieval Scandinavia: An Encyclopedia, New York, Garland, coll. « Garland Encyclopedias of the Middle Ages », 1993, 434–435 p. (ISBN 0-8240-4787-7), « Norman Literature, Scandinavian Influence on »
- (en) Alex Woolf, From Pictland to Alba, 789–1070, Edinburgh, Edinburgh University Press, coll. « The New Edinburgh History of Scotland », 2007 (ISBN 978-0-7486-1233-8)